# Куликівська селищна рада (Жовківський район)
| Куликівська селищна рада — орган місцевого самоврядування у Жовківському районі Львівської області з адміністративним центром у смт Куликів. Історична дата утворення: в 1940 році. Водоймища на території, підпорядкованій даній раді: річка Думний потік. Селищній раді підпорядковані населені пункти: - смт Куликів - с. Костеїв - с. Мервичі |

## Склад ради
Рада складається з 22 депутатів та голови.

### Керівний склад ради
| ПІБ                       | Основні відомості                                                | Дата обрання | Дата звільнення |
| ------------------------- | ---------------------------------------------------------------- | ------------ | --------------- |
| Дзюдзя Мирослава Іванівна | Селищний голова, 1954 року народження, освіта, позапартійна      | 26.03.2006   | 31.10.2010      |
| Бова Лілія Миронівна      | Селищний голова, 1974 року народження, освіта вища, позапартійна | 31.10.2010   |                 |

Примітка: таблиця складена за даними джерела